# La Comtesse de Chinchón
La comtesse de Chinchon (en espagnol, La condesa de Chinchón) est une huile sur toile, peinte en 1800, par Goya, durant sa maturité artistique. La toile est conservée au Musée du Prado à Madrid depuis 2000. Elle représente María Teresa de Bourbon, comtesse de Chinchon, à l'âge de vingt et un ans, enceinte de Carlota de Godoy.

## Contexte
Goya peignit plusieurs portraits de María Teresa de Borbón y Vallabriga, notamment lors de ses séjours à Arenas de San Pedro (Ávila). Le premier fut réalisé alors que Maria Teresa n'avait que deux ans (María Teresa de Borbón y Vallabriga, 1783, National gallery of art), à quatre ans dans le portrait collectif la Famille de l'infant Don Louis de Bourbon. 
En 1800, époque de réalisation de ce portrait, Goya était devenu académicien, peintre de la chambre du roi, et portraitiste à la mode. L'œuvre appartient à une période artistique majeure de Goya, à l'instar d'autres œuvres maîtresses : Portrait de Godoy (Académie de San Fernando), La duchesse d'Alba en robe blanche (Palais de Liria), Jovellanos, La Famille de Charles IV et ses fameuses Majas (Musée du Prado). 
María Teresa de Bourbon et Vallabriga, comtesse de Chinchón s'est mariée à de Godoy. Elle est âgée de vingt et un ans, et est enceinte de son enfant unique, Carlota de Godoy.

## Description
La comtesse est représentée assise, enceinte. Des épis de blé verts décorent sa coiffe, faisant allusion à la fertilité. La comtesse apparaît bouche fermée avec un timide sourire, elle est cependant très fière comme dans la plupart de ses portraits. Elle porte une bague à l'effigie de son mari. 
Au-delà de la technique de pinceau extraordinaire, lâche et fragile, de la riche palette de la robe le tableau évoque un grand sentiment de tendresse. Goya réussi à nous communiquer l'affection qu'il éprouvait pour la comtesse en peignant ses gestes timides et enfantins, son sourire triste et à peine esquissé et la douceur avec laquelle il traite son ventre. La lumière est typique de Goya, et illumine le ventre du personnage pour mettre en évidence sa grossesse. Le fond neutre et évanescent rappelle Vélasquez. La gamme des colores chaudes qu'utilise le peintre aragonais donne une profonde délicatesse et élégance au personnage vêtu de clair. 
La magistrale et délicieuse simplicité de ce portrait est représentative de la maîtrise du peintre. Le tableau est décrit comme « un havre de paix et une oasis de douceur », il inspire la mélancolie et possède une portée poétique. C'est, pour la Fondation Goya en Aragon « sans doute une pièce maîtresse dans la production » de Goya.

## Protection du patrimoine
Ce portrait appartenait aux ducs de Sueca (es), descendant de la comtesse, jusqu'à son achat en 2000 par le gouvernement espagnol au profit du musée du Prado pour 4.000 millions de pesetas (24 millions d'euros). L'opération concluait presque un siècle de tentatives de rachat.
Le musée du Prado s'intéressa à la peinture peu de temps après la guerre civile espagnole. Durant le conflit, le portrait avait été transféré à Genève (Suisse). 
À peu près au même moment, le tableau attira l'attention du magnat arménien et collectionneur Calouste Gulbenkian, qui vécut au Portugal. La toile fit l'objet d'offre de la part du J. Paul Getty Museum États-Unis) pour 6.000 millions de pesetas (36 millions d'euros) qui n'a pas abouti en raison de la loi espagnole qui interdisait son exportation.
Plusieurs offres importantes furent faites dans les années 1990 par des institutions nationales telles que l'Académie de San Fernando à Madrid, la banque Ibercaja, sans succès.
Un accord pour 4 millions de pesestes fut trouvé en 1999 avec Juan Abelló (en). L'œuvre étant un bien d'intérêt culturel, l’État a préempté l’œuvre qui intégra le musée du Prado.
Une série de conflit eut lieu quant aux modalités de paiement, allant jusqu'à la Cour de Strasbourg, qui en 2011 a statué en faveur de l'État. 
L'achat de la peinture a été financé en partie avec le reste héritage Villaescusa compété par le gouvernement, suivant le désir de Villaescusa Manuel Ferrero, qui avait déclaré dans son testament qu'une importante somme d'argent devait être alloué au rachat de la comtesse de Chinchon de Goya.